# كفر السيد
كفر السيد إحدى قرى مركز أشمون التابع لمحافظة المنوفية بجمهورية مصر العربية.

## السكان
بلغ عدد سكان كفر السيد 2,235 نسمة، حسب الإحصاء الرسمي لعام 2006.